# Refuge
Refuge je EP njemačkog heavy metal-sastava Rage. Diskografska kuća Victor Entertainment objavila ga je 24. ožujka 1994. u Japanu. EP sadrži pjesme "Refuge" s albuma The Missing Link i obrade pjesmi sastav The Police, The Troggs i The Mission.

## Popis pjesama
| 1.    | »Refuge«                                      | 3:42 |
| 2.    | »Truth Hits Everybody« (obrada The Policea)   | 2:29 |
| 3.    | »I Can't Control Myself« (obrada The Troggsa) | 2:52 |
| 4.    | »Beyond the Pale« (obrada The Missiona)       | 6:37 |
| 15:40 |                                               |      |

## Zasluge
Rage
- Peter "Peavy" Wagner – vokali, bas-gitara
- Manni Schmidt – gitara
- Chris Efthimiadis – bubnjevi

Ostalo osoblje
- Sven Conquest – produkcija